# Olympische Sommerspiele 1924/Teilnehmer (Argentinien)
| Gelbes Symbol für Goldmedaillen mit stilisierten Olympischen Ringen | Graues Symbol für Silbermedaillen mit stilisierten Olympischen Ringen | Braundes Symbol für Bronzemedaillen mit stilisierten Olympischen Ringen |
| ------------------------------------------------------------------- | --------------------------------------------------------------------- | ----------------------------------------------------------------------- |
| 1                                                                   | 3                                                                     | 2                                                                       |

Bei den Olympischen Sommerspielen 1924 in Paris nahm Argentinien mit 77 Athleten teil. Für Argentinien waren es erst die vierten Olympischen Spiele und die ersten, bei denen mehr als ein Athlet teilnahm.
Argentinien gewann 1924 auch zum ersten Mal Medaillen.

## Medaillengewinner
- 1. Platz  Goldmedaille
Polo (Arturo Kenny, Juan Miles, Guillermo Naylor, Jack Nelson, Enrique Padilla)

- 2. Platz  Silbermedaille
Boxen – Leichtgewicht (bis 61,24 kg): Alfredo Copello
Boxen – Weltergewicht (bis 66,68 kg): Héctor Méndez
Leichtathletik – Dreisprung: Luis Brunetto

- 3. Platz  Bronzemedaille
Boxen – Federgewicht (bis 57,15 kg): Pedro Quartucci
Boxen – Schwergewicht (über 79,38 kg): Alfredo Porzio

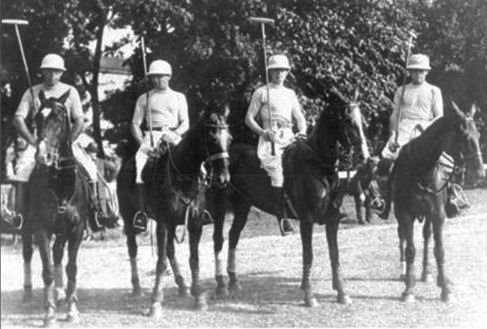
Das argentinische Polo-Team – Gold im Polo
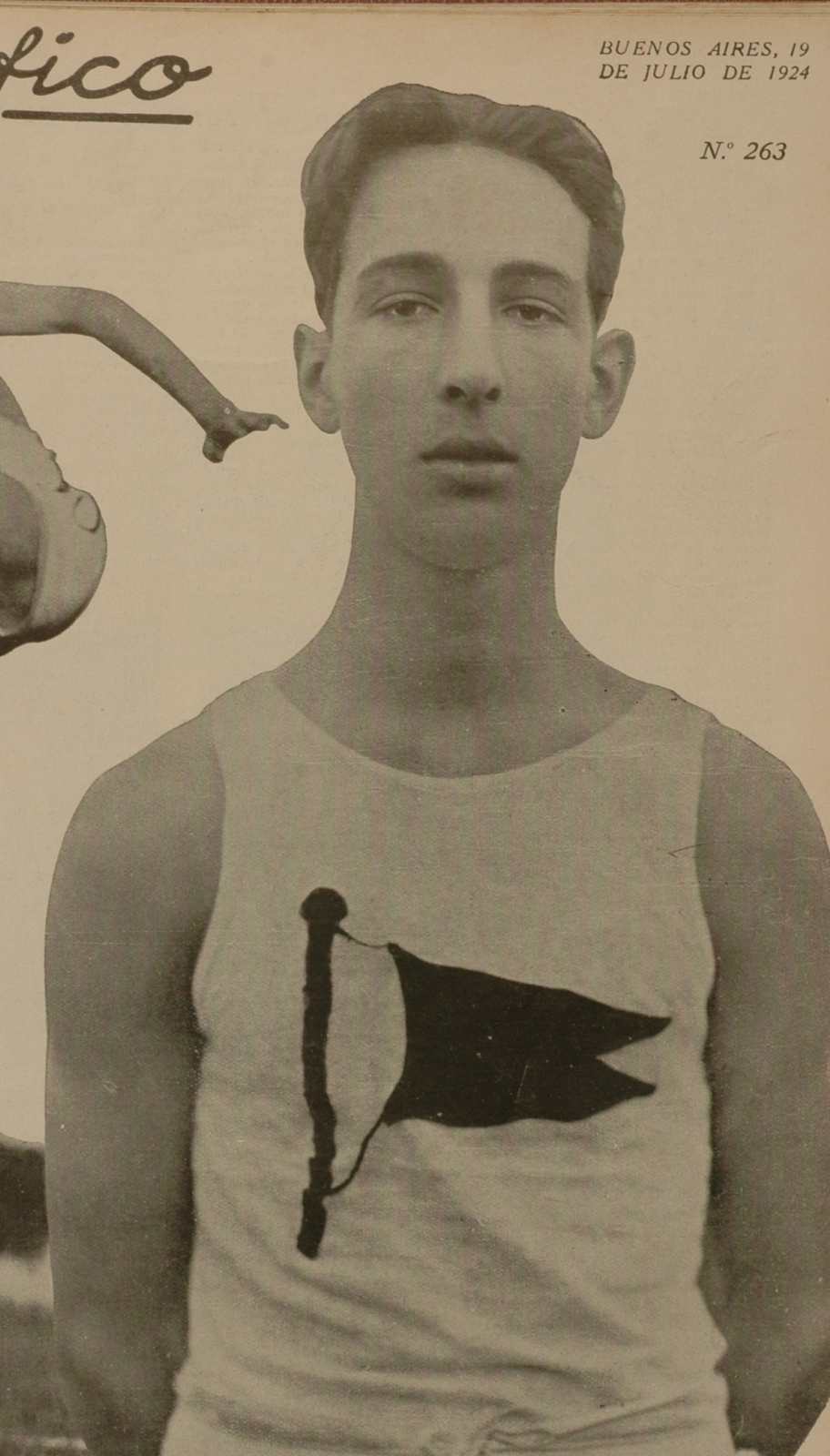
Luis Brunetto – Silber im Dreisprung
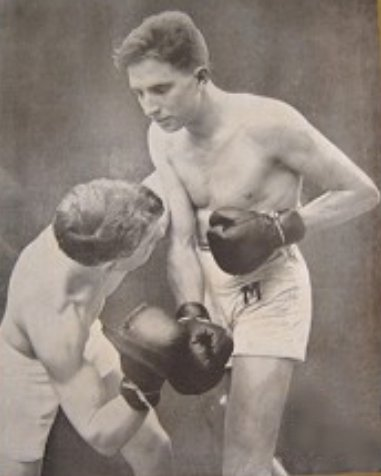
Alfredo Copello – Silber im Boxen (Weltergewicht)

## Teilnehmer nach Sportarten

### Boxen
| Athleten          | Wettbewerb        | Runde der 16      | Runde der 16            | Achtelfinale      | Achtelfinale            | Viertelfinale     | Viertelfinale           | Halbfinale     | Halbfinale              | Finale/Bronze   | Finale/Bronze           | Rang   |
| Athleten          | Wettbewerb        | Gegner            | Ergebnis                | Gegner            | Ergebnis                | Gegner            | Ergebnis                | Gegner         | Ergebnis                | Gegner          | Ergebnis                | Rang   |
| ----------------- | ----------------- | ----------------- | ----------------------- | ----------------- | ----------------------- | ----------------- | ----------------------- | -------------- | ----------------------- | --------------- | ----------------------- | ------ |
| Männer            |                   |                   |                         |                   |                         |                   |                         |                |                         |                 |                         |        |
| Vicente Catada    | Fliegengewicht    | Freilos           | Freilos                 | Raymond Fee       | Niederlage nach Punkten | ausgeschieden     | ausgeschieden           | ausgeschieden  | ausgeschieden           | ausgeschieden   | ausgeschieden           | 9      |
| Alfredo Copello   | Leichtgewicht     | Walter White      | Sieg nach Punkten       | Luigi Marfut      | Sieg nach Punkten       | Ben Rothwell      | Sieg nach Punkten       | Jean Tholey    | Sieg nach Punkten       | Hans Nielsen    | Niederlage (KO)         | Silber |
| Manuel Gallardo   | Mittelgewicht     | Freilos           | Freilos                 | Roger Brousse     | Niederlage nach Punkten | ausgeschieden     | ausgeschieden           | ausgeschieden  | ausgeschieden           | ausgeschieden   | ausgeschieden           |        |
| Héctor Méndez     | Weltergewicht     | Valter Palm       | Sieg nach Aufgabe       | Andreas Petersen  | Sieg nach Punkten       | Al Mello          | Sieg nach Punkten       | Patrick Dwyer  | Sieg nach KO            | Jean Delarge    | Niederlage nach Punkten | Silber |
| Benjamín Pertuzzo | Bantamgewicht     | Armando Ricciardi | Sieg nach Punkten       | Robert Hilliard   | Sieg nach Punkten       | Salvatore Tripoli | Niederlage nach Punkten | ausgeschieden  | ausgeschieden           | ausgeschieden   | ausgeschieden           | 5      |
| Alfredo Porzio    | Schwergewicht     | –                 | –                       | Charles Peguilhan | Sieg nach Punkten       | Ed Greathouse     | Sieg nach Punkten       | Otto von Porat | Niederlage nach Punkten | Henk de Best    | Sieg nach Punkten       | Bronze |
| Pedro Quartucci   | Federgewicht      | Henri Stuckmann   | Sieg nach Punkten       | Arthur Beavis     | Sieg nach Punkten       | Marcel Depont     | Sieg nach Punkten       | Jackie Fields  | Niederlage nach Punkten | Jean Devergnies | Sieg nach Punkten       | Bronze |
| Mario Reilly      | Leichtgewicht     | Vicente Valdero   | Niederlage nach Punkten | ausgeschieden     | ausgeschieden           | ausgeschieden     | ausgeschieden           | ausgeschieden  | ausgeschieden           | ausgeschieden   | ausgeschieden           | 17     |
| Arturo Rodríguez  | Halbschwergewicht | Thyge Petersen    | Niederlage nach Punkten | ausgeschieden     | ausgeschieden           | ausgeschieden     | ausgeschieden           | ausgeschieden  | ausgeschieden           | ausgeschieden   | ausgeschieden           | 17     |
| Manuel Gallardo   | Mittelgewicht     | Freilos           | Freilos                 | Théodore Stauffer | Niederlage nach Punkten | ausgeschieden     | ausgeschieden           | ausgeschieden  | ausgeschieden           | ausgeschieden   | ausgeschieden           | 9      |

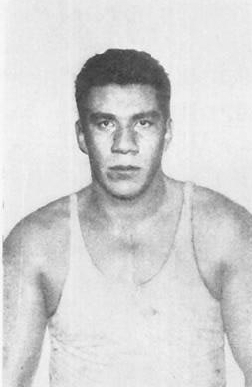
Arturo Rodríguez (Halbschwergewicht)

### Fechten
| Männer                                                             |                    |     |   |               |               |               |               |               |               |               |               |               |               |               |
| Francisco Bollini                                                  | Degen              | –   | – | 2-7           | 8             | –             | –             | ausgeschieden | ausgeschieden | ausgeschieden | ausgeschieden | ausgeschieden | ausgeschieden | ausgeschieden |
| Horacio Casco                                                      | Florett            | –   | – | 2-1           | 2             | 2-3           | 4             | ausgeschieden | ausgeschieden | ausgeschieden | ausgeschieden | ausgeschieden |               |               |
| Horacio Casco                                                      | Säbel              | –   | – | –             | –             | 4-2           | 2             | 5-3           | 3             | 1-6           | 8             | 8             |               |               |
| Carlos Guerrico                                                    | Florett            | 0-3 | 4 | ausgeschieden | ausgeschieden | ausgeschieden | ausgeschieden | ausgeschieden | ausgeschieden | ausgeschieden | ausgeschieden | ausgeschieden |               |               |
| Roberto Larraz                                                     | Florett            | 1-2 | 3 | 5-0           | 1             | 4-1           | 2             | 3-2           | 4             | 2-4           | 5             | 5             |               |               |
| Luis Lucchetti                                                     | Degen              | 4-4 | 5 | –             | –             | 7-3           | 1             | 5-6           | 7             | ausgeschieden | ausgeschieden | ausgeschieden |               |               |
| Carmelo Merlo                                                      | Säbel              | –   | – | –             | –             | 4-3           | 4             | 3-5           | 6             | ausgeschieden | ausgeschieden | ausgeschieden |               |               |
| Pedro Nazar                                                        | Degen              | 6-2 | 1 | –             | –             | 2-7           | 8             | ausgeschieden | ausgeschieden | ausgeschieden | ausgeschieden | ausgeschieden |               |               |
| Arturo Ponce                                                       | Säbel              | –   | – | –             | –             | 1-4           | 5             | ausgeschieden | ausgeschieden | ausgeschieden | ausgeschieden | ausgeschieden |               |               |
| Raúl Sola                                                          | Säbel              | –   | – | –             | –             | 3-3           | 4             | 4-4           | 5             | ausgeschieden | ausgeschieden | ausgeschieden |               |               |
| Horacio Casco Roberto Larraz Luis Lucchetti Ángel Santamarina      | Florett Mannschaft | 1-0 | 1 | –             | –             | 1-1           | 2             | 0-2           | 3             | ausgeschieden | ausgeschieden | ausgeschieden |               |               |
| Luis Lucchetti Pedro Nazar Wenceslao Paunero Cipriano Pons         | Degen Mannschaft   | 0-2 | 3 | –             | –             | ausgeschieden | ausgeschieden | ausgeschieden | ausgeschieden | ausgeschieden | ausgeschieden | ausgeschieden |               |               |
| Horacio Casco Carmelo Merlo Arturo Ponce Raúl Sola Santiago Torres | Säbel Mannschaft   | 1-0 | 1 | –             | –             | 2-0           | 1             | 0-2           | 3             | ausgeschieden | ausgeschieden | ausgeschieden |               |               |

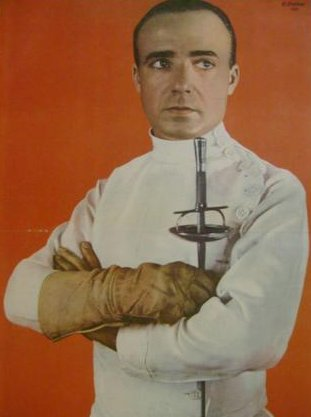
Roberto Larraz
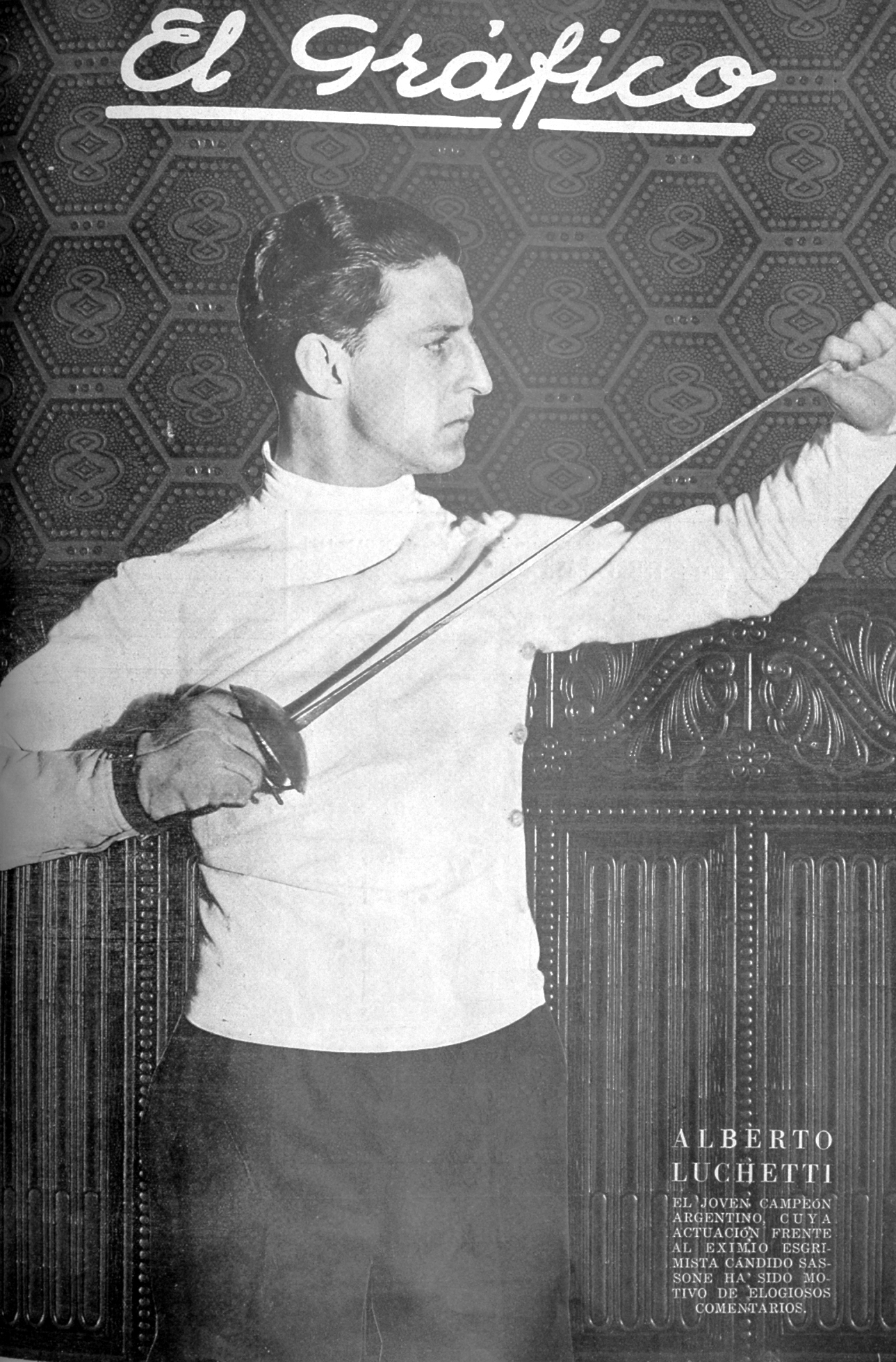
Alberto Luchetti

### Gewichtheben
- Carlos Bergara
Leichtschwergewicht: 5

- Alfredo Pianta
Mittelgewicht: 12. Platz

- Ángel Rovere
Mittelgewicht: 11. Platz

### Leichtathletik
Laufen und Gehen 
| Athleten           | Wettbewerb        | Vorlauf | Vorlauf | Viertelfinale | Viertelfinale | Halbfinale    | Halbfinale    | Finale        | Finale        | Rang          |
| Athleten           | Wettbewerb        | Zeit    | Rang    | Zeit          | Rang          | Zeit          | Rang          | Zeit          | Rang          | Rang          |
| ------------------ | ----------------- | ------- | ------- | ------------- | ------------- | ------------- | ------------- | ------------- | ------------- | ------------- |
| Männer             |                   |         |         |               |               |               |               |               |               |               |
| Frederico Brewster | 400 m             | 51,8 s  | 2       | ??            | 6             | ausgeschieden | ausgeschieden | ausgeschieden | ausgeschieden | ausgeschieden |
| Emilio Casanovas   | 400 m             | ??      | 6       | ausgeschieden | ausgeschieden | ausgeschieden | ausgeschieden | ausgeschieden | ausgeschieden | ausgeschieden |
| Otto Diesch        | 4 × 100 m Staffel | –       | –       | 44,0 s        | 3             | ausgeschieden | ausgeschieden | ausgeschieden | ausgeschieden | ausgeschieden |
| Francisco Dova     | 400 m             | 51,0 s  | 3       | ausgeschieden | ausgeschieden | ausgeschieden | ausgeschieden | ausgeschieden | ausgeschieden | ausgeschieden |
| Miguel Enrico      | 100 m             | ??      | 6       | ausgeschieden | ausgeschieden | ausgeschieden | ausgeschieden | ausgeschieden | ausgeschieden | ausgeschieden |
| Félix Escobar      | 100 m             | ??      | 5       | ausgeschieden | ausgeschieden | ausgeschieden | ausgeschieden | ausgeschieden | ausgeschieden | ausgeschieden |
| Félix Escobar      | 200 m             | 23,0 s  | 2       | ??            | 6             | ausgeschieden | ausgeschieden | ausgeschieden | ausgeschieden | ausgeschieden |
| Félix Escobar      | 400 m             | 51,4 s  | 5       | ausgeschieden | ausgeschieden | ausgeschieden | ausgeschieden | ausgeschieden | ausgeschieden | ausgeschieden |
| Félix Escobar      | 4 × 100 m Staffel | –       | –       | 44,0 s        | 3             | ausgeschieden | ausgeschieden | ausgeschieden | ausgeschieden | ausgeschieden |
| Guillermo Newbery  | 4 × 100 m Staffel | –       | –       | 44,0 s        | 3             | ausgeschieden | ausgeschieden | ausgeschieden | ausgeschieden | ausgeschieden |
| Camilo Rivas       | 100 m             | ??      | 3       | ausgeschieden | ausgeschieden | ausgeschieden | ausgeschieden | ausgeschieden | ausgeschieden | ausgeschieden |
| Camilo Rivas       | 4 × 100 m Staffel | –       | –       | 44,0 s        | 3             | ausgeschieden | ausgeschieden | ausgeschieden | ausgeschieden | ausgeschieden |
| Enrique Thompson   | 400 m Hürden      | –       | –       | 57,0 s        | 3             | ausgeschieden | ausgeschieden | ausgeschieden | ausgeschieden | ausgeschieden |

 Springen und Werfen 
| Athleten      | Wettbewerb | Qualifikation | Qualifikation | Finale     | Finale | Rang   |
| Athleten      | Wettbewerb | Weite/Höhe    | Rang          | Weite/Höhe | Rang   | Rang   |
| ------------- | ---------- | ------------- | ------------- | ---------- | ------ | ------ |
| Männer        |            |               |               |            |        |        |
| Luis Brunetto | Dreisprung | 15,425        | 1             | 15,425     | 2      | Silber |

 Zehnkampf 
| Männer           |           |          |    |
| Enrique Thompson | Zehnkampf | 6310,525 | 13 |

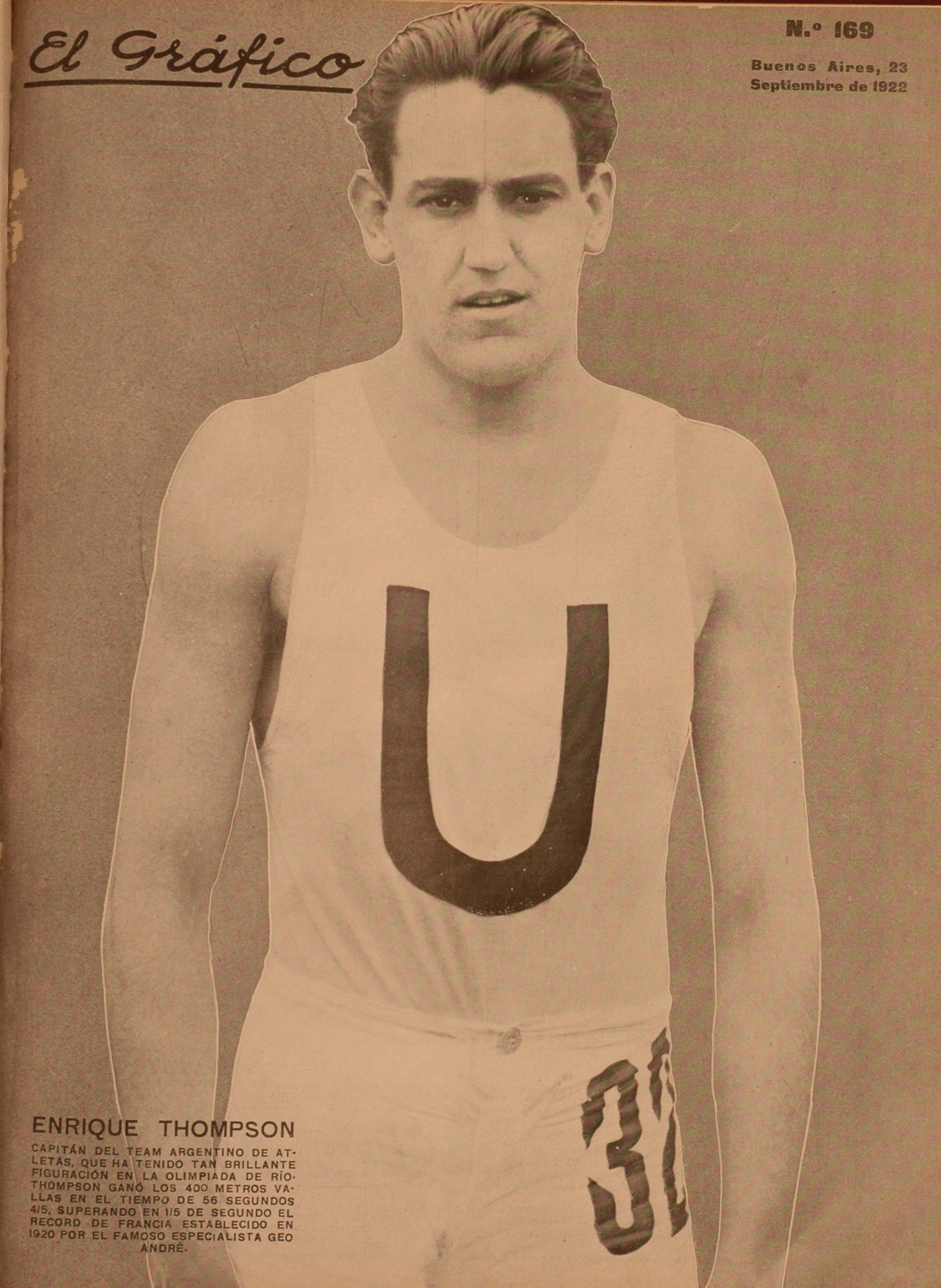
Enrique Thompson

### Polo
| Wettbewerb  | Männer                                                                         |
| ----------- | ------------------------------------------------------------------------------ |
| Athleten    | Arturo Kenny Juan Miles Guillermo Naylor Jack Nelson Enrique Padilla           |
| Spiele      | Spanien 16:2 Vereinigte Staaten 6:5 Vereinigtes Königreich 9:5 Frankreich 15:2 |
| Platzierung | Gold                                                                           |

### Radsport
- Luis de Meyer
Straßenrennen: 31. Platz
Straßen-Mannschaftswertung: 9. Platz
Bahn 50 km: nicht in der Wertung

- Eugenio Gret
Bahn Sprint: ausgeschieden im Hoffnungslauf der 1. Runde
Bahn 50 km: nicht in der Wertung

- Julio Emilio Polet
Straßenrennen: ausgeschieden
Bahn Sprint: ausgeschieden im Hoffnungslauf der 1. Runde
Bahn 50 km: nicht in der Wertung

- Cosme Saavedra
Straßenrennen: 30. Platz
Straßen-Mannschaftswertung: 9. Platz
Bahn 50 km: nicht in der Wertung

- José Zampicchiatti
Straßenrennen: 43. Platz
Straßen-Mannschaftswertung: 9. Platz

### Rudern
| Athleten | Wettbewerb | Vorlauf   | Vorlauf | Vorlauf       | Hoffnungslauf | Hoffnungslauf | Halbfinale    | Halbfinale    | Finale        | Finale        | Rang          |
| Athleten | Wettbewerb | Zeit      | Rang    | Qualifikation | Zeit          | Rang          | Zeit          | Rang          | Zeit          | Rang          | Rang          |
| --- | ---------- | --------- | ------- | ------------- | ------------- | ------------- | ------------- | ------------- | ------------- | ------------- | ------------- |
| Männer |            |           |         |               |               |               |               |               |               |               |               |
| Julio Alles Alberto Anderson Francisco Borgonovo Federico Lecot Miguel Madero David Nolting Carlos Serantes Armando Trabucco Tomás Cerruti | Achter     | unbekannt | 3       | unbekannt     | unbekannt     | 2             | ausgeschieden | ausgeschieden | ausgeschieden | ausgeschieden | ausgeschieden |

### Schießen
| Teilnehmer        | Disziplin                 | Resultat | Resultat |
| Teilnehmer        | Disziplin                 | Punkte   | Platz    |
| ----------------- | ------------------------- | -------- | -------- |
| Lorenzo Amaya     | 25 m Schnellfeuerpistole  | 18       | 4        |
| Carlos Balestrini | 25 m Schnellfeuerpistole  | 15       | 30       |
| Victor Bigand     | 25 m Schnellfeuerpistole  | 16       | 21       |
| Antonio Daneri    | 50 m Kleinkaliber liegend | 382      | 34       |
| Jorge del Mazo    | 50 m Kleinkaliber liegend | 382      | 34       |
| Juan Martino      | 50 m Kleinkaliber liegend | 389      | 12       |
| Matías Osinalde   | 25 m Schnellfeuerpistole  | 18       | 5        |
| Abelardo Rico     | 50 m Kleinkaliber liegend | 389      | 12       |

### Schwimmen
| Teilnehmer                                               | Disziplin          | Vorrunde | Vorrunde | Halbfinale    | Halbfinale    | Finale        | Finale        | Total |
| Teilnehmer                                               | Disziplin          | Resultat | Platz    | Resultat      | Platz         | Resultat      | Platz         | Platz |
| -------------------------------------------------------- | ------------------ | -------- | -------- | ------------- | ------------- | ------------- | ------------- | ----- |
| Alberto Zorrilla                                         | 100 m Freistil     | 1:08,2   | 2        | 1:07,6        | 6             | Ausgeschieden | Ausgeschieden | –     |
| Alberto Zorrilla                                         | 400 m Freistil     | 5:49,4   | 4        | Ausgeschieden | Ausgeschieden | Ausgeschieden | Ausgeschieden | –     |
| Juan Behrensen Tomás Jones Jorge Moreau Alberto Zorrilla | 4 × 200 m Freistil | 11:25,0  | 4        | Ausgeschieden | Ausgeschieden | Ausgeschieden | Ausgeschieden | –     |

### Segeln
| Teilnehmer                                                              | Bootsklasse  | Qualifikation    | Qualifikation    | Qualifikation    | Qualifikation       | Finale           | Finale           | Finale              | Finale        |
| Teilnehmer                                                              | Bootsklasse  | 1. Regatta Platz | 2. Regatta Platz | 3. Regatta Platz | Punkte Platz-Ziffer | 1. Regatta Platz | 2. Regatta Platz | Punkte Platz-Ziffer | Platz         |
| ----------------------------------------------------------------------- | ------------ | ---------------- | ---------------- | ---------------- | ------------------- | ---------------- | ---------------- | ------------------- | ------------- |
| Bernardo Milhas                                                         | Monotyp 1924 | 5                | 3                | –                | –                   | ausgeschieden    | ausgeschieden    | ausgeschieden       | ausgeschieden |
| Rolando Aguirre César Gérico Juan Milberg Bernardo Milhas Mario Uriburu | 8-Meter      | 4                | 3                | 4                | 11                  | ausgeschieden    | ausgeschieden    | ausgeschieden       | 5             |

### Tennis
| Teilnehmer                           | Disziplin      | 1. Runde                                              | 2. Runde                                                   | 3. Runde                                                                | 4. Runde                                                          | Viertelfinale   | Halbfinale      | Finale          | Platz |
| Teilnehmer                           | Disziplin      | Gegner Resultat                                       | Gegner Resultat                                            | Gegner Resultat                                                         | Gegner Resultat                                                   | Gegner Resultat | Gegner Resultat | Gegner Resultat | Platz |
| ------------------------------------ | -------------- | ----------------------------------------------------- | ---------------------------------------------------------- | ----------------------------------------------------------------------- | ----------------------------------------------------------------- | --------------- | --------------- | --------------- | ----- |
| Héctor Cattaruzza                    | Einzel, Herren | Griechenland Pantelis Papadopoulos Sieg 7–5, 7-5, 6-1 | Niederlande Christiaan van Lennep Niederlage 3-6, 1-6, 1-6 | Ausgeschieden                                                           | Ausgeschieden                                                     | Ausgeschieden   | Ausgeschieden   | Ausgeschieden   | –     |
| Carlos Dumas                         | Einzel, Herren | Freilos                                               | Schweiz Charles Aeschlimann Niederlage 5-7, 4-6, 0-6       | Ausgeschieden                                                           | Ausgeschieden                                                     | Ausgeschieden   | Ausgeschieden   | Ausgeschieden   | –     |
| Arturo Hortal                        | Einzel, Herren | Portugal Rodrigo Castro Sieg 6-1, 6-4, 6-2            | Vereinigte Staaten Frank Hunter Niederlage 3-6, 3-6, 1-6   | Ausgeschieden                                                           | Ausgeschieden                                                     | Ausgeschieden   | Ausgeschieden   | Ausgeschieden   | –     |
| Guillermo Robson                     | Single, Herren | Freilos                                               | Freilos                                                    | Spanien Manuel Alonso Niederlage 9–7, 4-6, 0-6, 4-6                     | Ausgeschieden                                                     | Ausgeschieden   | Ausgeschieden   | Ausgeschieden   | –     |
| Héctor Cattaruzza und Jorge Williams | Doppel, Herren | –                                                     | Freilos                                                    | Schweden Charles Wennergren und Henning Müller Niederlage 2-6, 0-6, 3-6 | Ausgeschieden                                                     | Ausgeschieden   | Ausgeschieden   | Ausgeschieden   | –     |
| Carlos Dumas und Guillermo Robson    | Doppel, Herren | –                                                     | Freilos                                                    | Finnland Arne Grahn und Ernst Schybergson Sieg 6-1, 6-3, 6-0            | Frankreich Jean Lacoste und Jean Borotra Niederlage 4-6, 1-6, 3-6 | Ausgeschieden   | Ausgeschieden   | Ausgeschieden   | –     |